# توني بيغز
توني بيغز (بالإنجليزية: Tony Biggs)‏ هو لاعب كرة قدم بريطاني، ولد في 17 أبريل 1936 في Greenford ‏ في المملكة المتحدة. لعب مع نادي أرسنال ونادي غيلفورد سيتي ونادي ليتون أورينت.